# Frédéric Vichot
Frédéric Vichot (* Valay, 1 de maio de 1959). Foi um ciclista francês, profissional entre 1981 e 1992, cujos maiores sucessos desportivos conseguiu-os no Tour de France, onde obteria 2 vitórias de etapa, e na Volta a Espanha, onde conseguiria 1 vitória de etapa na edição de 1981. Como amador obteve o triunfo no Circuit des Mines como vitória mais destacada em 1980.

## Palmarés
| 1980 - Circuit de Lorraine, mais 1 etapa 1981 - 1 etapa da Volta a Espanha 1983 - 1 etapa do Tour de l'Avenir | 1984 - 1 etapa do Tour de France 1985 - 1 etapa do Tour de France |